# Rakitnik
Rakitnik – wieś w Słowenii, w gminie Postojna. W 2018 roku liczyła 173 mieszkańców.